# 少花苞舌兰
少花苞舌兰（学名：Spathoglottis ixioides）为兰科苞舌兰属下的一个种。

## 扩展阅读
- 維基物種上的相關：少花苞舌兰